# Vairé
Vairé és un municipi francès situat al departament de Vendée i a la regió de País del Loira. L'any 2007 tenia 1.405 habitants.

## Demografia

### Població
El 2007 la població de fet de Vairé era de 1.405 persones. Hi havia 557 famílies de les quals 148 eren unipersonals (76 homes vivint sols i 72 dones vivint soles), 207 parelles sense fills, 181 parelles amb fills i 21 famílies monoparentals amb fills.
La població ha evolucionat segons el següent gràfic:
Habitants censats

### Habitatges
El 2007 hi havia 771 habitatges, 567 eren l'habitatge principal de la família, 178 eren segones residències i 25 estaven desocupats. 648 eren cases i 28 eren apartaments. Dels 567 habitatges principals, 422 estaven ocupats pels seus propietaris, 132 estaven llogats i ocupats pels llogaters i 14 estaven cedits a títol gratuït; 4 tenien una cambra, 28 en tenien dues, 110 en tenien tres, 172 en tenien quatre i 253 en tenien cinc o més. 475 habitatges disposaven pel capbaix d'una plaça de pàrquing. A 257 habitatges hi havia un automòbil i a 272 n'hi havia dos o més.

### Piràmide de població
La piràmide de població per edats i sexe el 2009 era:
| Homes | Edats   | Dones |
| ----- | ------- | ----- |
| 0     | 95 o +  | 4     |
| 4     | 90 a 94 | 12    |
| 8     | 85 a 89 | 24    |
| 8     | 80 a 84 | 16    |
| 16    | 75 a 79 | 12    |
| 56    | 70 a 74 | 44    |
| 28    | 65 a 69 | 40    |
| 28    | 60 a 64 | 20    |
| 12    | 55 a 59 | 16    |
| 20    | 50 a 54 | 32    |
| 44    | 45 a 49 | 32    |
| 32    | 40 a 44 | 40    |
| 28    | 35 a 39 | 24    |
| 36    | 30 a 34 | 36    |
| 44    | 25 a 29 | 28    |
| 20    | 20 a 24 | 36    |
| 48    | 15 a 19 | 28    |
| 20    | 10 a 14 | 24    |
| 40    | 5 a 9   | 28    |
| 24    | 0 a 4   | 16    |

## Economia
El 2007 la població en edat de treballar era de 862 persones, 643 eren actives i 219 eren inactives. De les 643 persones actives 587 estaven ocupades (333 homes i 254 dones) i 56 estaven aturades (19 homes i 37 dones). De les 219 persones inactives 92 estaven jubilades, 53 estaven estudiant i 74 estaven classificades com a «altres inactius».

### Ingressos
El 2009 a Vairé hi havia 584 unitats fiscals que integraven 1.458 persones, la mediana anual d'ingressos fiscals per persona era de 16.553 €.

### Activitats econòmiques
Dels 52 establiments que hi havia el 2007, 3 eren d'empreses extractives, 1 d'una empresa alimentària, 2 d'empreses de fabricació d'altres productes industrials, 12 d'empreses de construcció, 10 d'empreses de comerç i reparació d'automòbils, 4 d'empreses d'hostatgeria i restauració, 2 d'empreses financeres, 3 d'empreses immobiliàries, 8 d'empreses de serveis, 4 d'entitats de l'administració pública i 3 d'empreses classificades com a «altres activitats de serveis».
Dels 11 establiments de servei als particulars que hi havia el 2009, 1 era un taller de reparació d'automòbils i de material agrícola, 1 paleta, 4 guixaires pintors, 2 electricistes, 2 empreses de construcció i 1 perruqueria.
Dels 3 establiments comercials que hi havia el 2009, 1 era una botiga de menys de 120 m², 1 una fleca i 1 una carnisseria.
L'any 2000 a Vairé hi havia 35 explotacions agrícoles que ocupaven un total de 2.001 hectàrees.

## Equipaments sanitaris i escolars
El 2009 hi havia 2 escoles elementals.

## Poblacions més properes
El següent diagrama mostra les poblacions més properes.